# كيفن كابران
كيفن ألكسندر كابران (من مواليد 22 نوفمبر 1993) هو لاعب كرة قدم سويدي يلعب حاليًا كجناح أيسر لنادي إليتسيرين فايكنغ إف كيه .